# Taspo

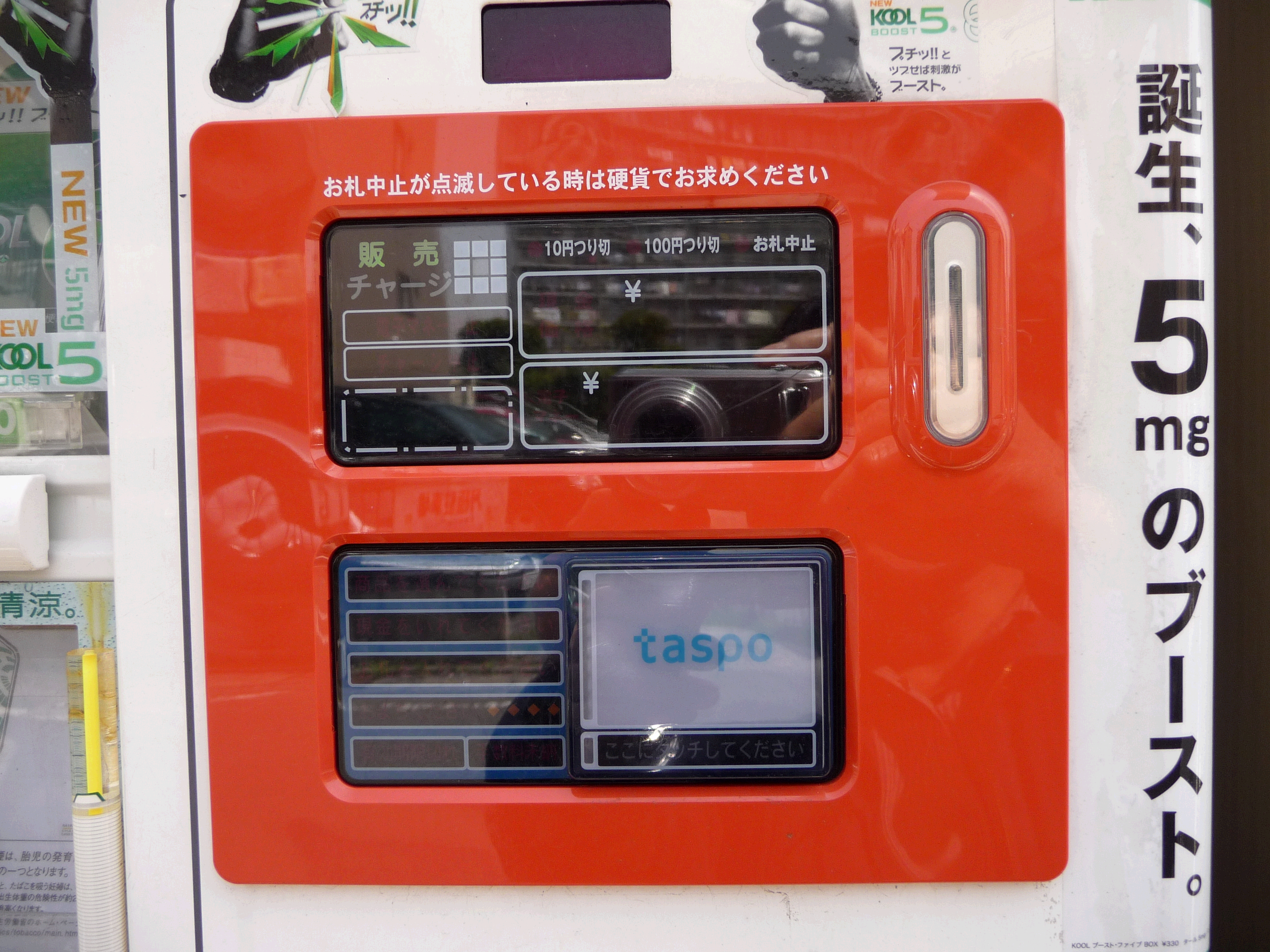
「成人識別ユニット」と呼ばれるICカードの読み取り装置。この装置を搭載したものは「taspo（タスポ）対応成人識別たばこ自動販売機」と言われる（2008年6月）。

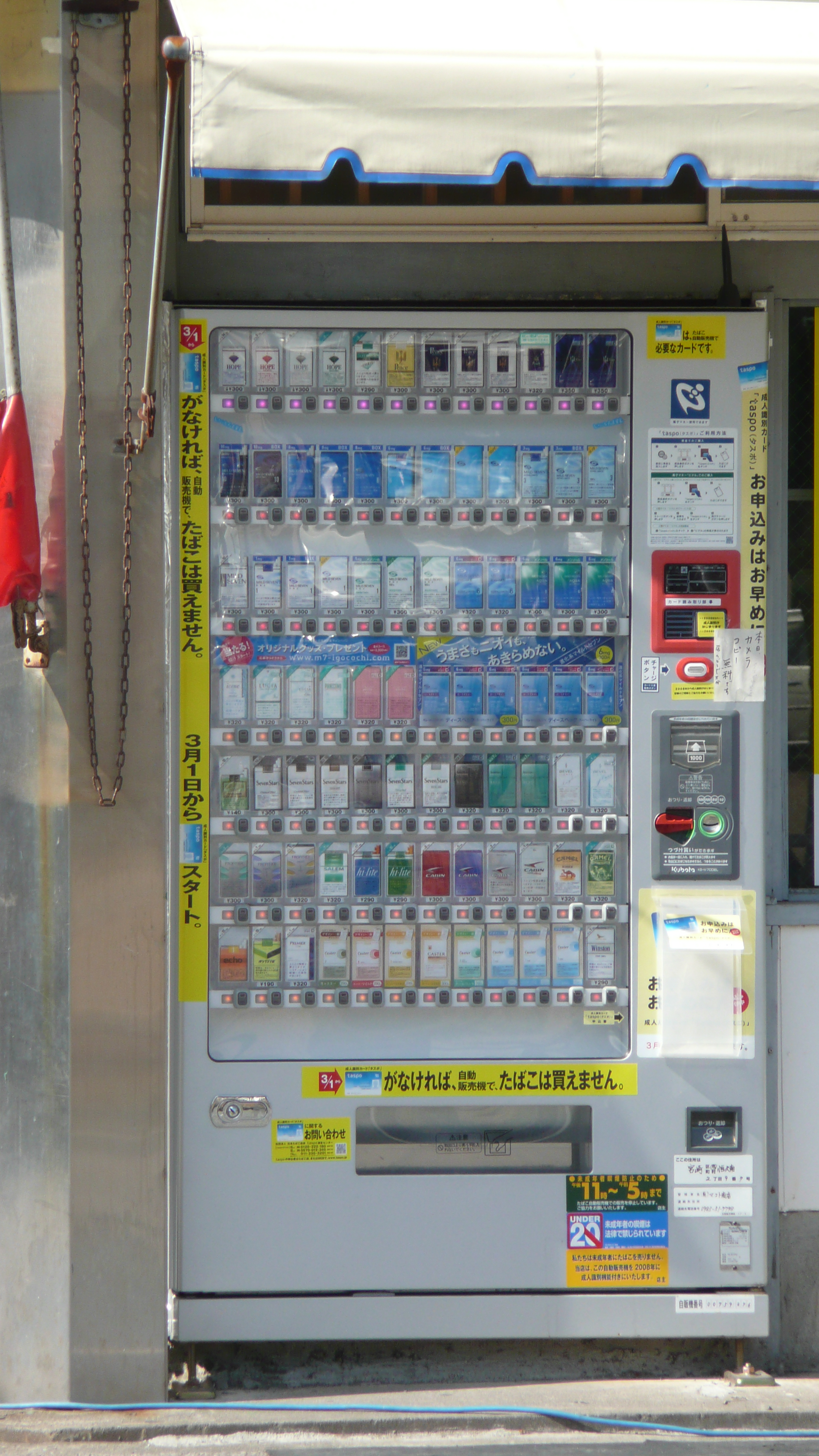
taspoに対応した自動販売機（宮崎市恒久、2008年2月）

taspo（タスポ）は、社団法人日本たばこ協会（以下、TIOJと表記）、全国たばこ販売協同組合連合会（全協）及び日本自動販売機工業会が20歳未満の喫煙防止に向けた取り組みのさらなる強化の一環として開発し、2008年3月から順次日本全国に導入されている成人識別ICカードの名称、および同カードを使用したシステムの総称である。2026年3月（=2025年度）末でサービスが終了されることがアナウンスされている。

## 概要
2001年よりたばこ業界が中心となり自主的に取り組んでいる、20歳未満の喫煙防止のさらなる強化を目的とした施策の一つ。2005年2月27日に発効し、日本も署名している「たばこの規制に関する世界保健機関枠組条約」（通称：たばこ規制枠組条約）の第16条1項(d)により、締約国の義務として20歳未満による自動販売機でのたばこの購入を防ぐ事を要求されている。そのため、日本国内では2008年7月以降、taspo対応成人識別たばこ自動販売機でたばこを購入するにはtaspoによる成人識別が必要となった。
2004年の厚生労働省の調査では高校3年生の喫煙経験者は男子42%、女子27%、毎日喫煙する男子は13%であった。2001年の総務庁青少年対策本部の調査によると、20歳未満喫煙者のたばこの購入場所は「自動販売機で買う」が主となっていた。taspoは、20歳未満による自動販売機でのたばこの購入防止に貢献すると期待されていた。
2008年6月末時点で、日本全国に設置されている約43万台のたばこ自動販売機のうち、全体の97％に当たる42万1103台がtaspo対応成人識別たばこ自動販売機となっていた。2009年7月末までの1年間で、たばこ自動販売機が約40万9000台まで減少したため、2009年7月末現在、taspo対応成人識別たばこ自動販売機の割合は、全体の98.3%となっていた。
taspoカードの券面は、本人への帰属性を高めるために、所有者の証明写真を掲載し（それにより、貸与による他人使用の阻止と、闇売買やインターネットオークションサイト等への出品防止も兼ねている）、氏名（片仮名表記）、会員番号、有効期限（2015年2月以降に発行したカードは発行年月）、及びプリペイド方式の電子マネー「ピデル (Pidel) 」のマークが記載されている。
taspoが非接触型ICカード方式を採用したのは、
- 偽造や変造が困難であり、ICの成人証明情報の読み取りによる厳格な成人識別が可能。
- 付加機能の追加（電子マネー機能等）が可能。
- 非接触方式による簡便性、識別時間の短縮、機械稼動を伴わないため故障の可能性が低い。

などの理由による。
当初は運転免許証による識別方式を排除しており、その理由として、
- 全ての喫煙者が運転免許を保有している訳ではない。
- 読み取り時に機械稼動を伴うため、故障した際に免許証を取り込んだままになる恐れがあり、管理店が閉店していると次の営業日まで取り出せなくなる。
- 将来にわたり現在の免許証の形状、券面、仕様が継続される保証がない。

などが挙げられていたが、その後財務省は運転免許証による成人識別方式も認可する方針に変更し（#その他の識別方式を参照）、その時の報道で、taspoは申込手続きの煩雑さから2008年2月13日時点で普及率8%程度と低かったことが認可の要因として挙げられていたが、それに対して財務省は否定している。
taspoの全国稼動に伴い、全協が20歳未満喫煙防止目的に1996年4月1日より行っていた屋外設置のたばこ自動販売機の深夜（午後11時から午前5時まで）稼働自主規制について、2008年8月1日から解除された。
taspo発行時に公的身分証明書のコピー等が求められるが、taspoは成人年齢証明等の身分証明書にはならない（taspoカード裏面にその旨が書いてある）。
2010年4月24日時点のtaspo発行枚数は971万4434枚。日本全国の推計喫煙人口約2601万人の37.3%に達していたものの、身分証明書が必要なtaspoを敬遠する動きもあり、コンビニエンスストアや許可を受けた一部のドラッグストアでの対面販売が主流となっていった。通信に用いていたFOMAがサービスを終了するため、2026年3月末を持ってtaspoも終了し、その後は運転免許証やマイナンバーカードで代替される見込みである。

## 申し込み方法
taspoを発行するための申し込み手続きは、煙草屋の店頭などに設置された申込書に必要事項を記入し、運転免許証（仮運転免許は不可）、各種健康保険証、住民基本台帳カード、各種年金手帳、各種障害者手帳、在留カード、住民票抄本のいずれか1点のコピーと顔写真（縦45mm×横35mm・パスポートサイズ）、本人確認書類の住所が現住所と異なる場合は、発行日から3か月以内で住所が記載された各種公共料金の領収証（原本又はコピー）等を添付の上、taspo運営センターに郵送する。申込書の生年月日記入欄は「明治・大正・昭和・平成」の中から1つ選ぶようになっている（平成生まれは2009年まで全員20歳未満だったが、導入当初から「平成」の表記があった）。日本たばこ協会による審査（20歳以上である事、二重発行でない事など）の後、約2週間で本人の住所に簡易書留郵便で郵送される。また、taspo公式サイトからも申込書をダウンロードすることができ、いずれも発行手数料と年会費は無料である。なお、顔写真（正面を向いた無帽、無表情のもの）についてはサイズの他は細かい規定は無く（モノクロ写真も可）、デジタルカメラを使用してカラープリンタで写真印刷した物でも申し込みは可能である。

### 申し込みイベント
申し込みには写真と本人確認書類のコピーが必要となるが、日本たばこ協会、たばこメーカー、たばこ販売店などにより無料での写真撮影やコピーサービスを行う申し込みイベントなどが開催されていた。
2011年4月時点ではtaspoステーションで受付を行っていた。
即時発行イベント
日本たばこ協会の主催。大都市のイベント会場や大型量販店などで展開され、無料での写真撮影や本人確認書類のコピーを行い、本人確認書類があれば最短で30分、長くても1時間程度でtaspoがその場で発行された。
申込受付イベント
日本たばこ協会の主催。大都市のイベント会場や大型量販店などで展開され、無料での写真撮影や本人確認書類のコピー、申込書記入の案内などを行っていた。taspoの即日発行はできないが、申し込み手続きはこのイベントで完結でき、投函（受付コーナーに申請）もできた。
taspoステーション
たばこメーカーとたばこ販売店の主催。たばこ販売店の店頭などで無料での写真撮影やコピー、申込書記入などの案内などを行っていた。
taspoサービスセンター
2009年4月1日に新宿駅南口近くにオープン。無料での写真撮影や本人確認書類のコピーを行い、本人確認書類があれば最短30分でtaspoが即時発行される仕組みだった。2011年3月末で運営を終了して閉鎖されている。

## カードの有効期限
当初はtaspoカードの有効期限は10年とされたが、2015年2月に会員規約が変更され、3年間利用の無いカードについては2018年2月以降は失効することとなった。カードを利用する毎に有効期限が3年間延長される。

## カードの再発行
カードは紛失･盗難･破損などが起きた場合、再発行が可能である。ただし、顔写真の更新は出来ず、最初に作成した際に使用した顔写真で作り直される。

### 再発行手続き
taspoの再発行はtaspoダイヤルで受け付けている。再発行理由により手続きが異なっている。紛失した場合は受け付けた時点で現在のカードを利用停止する。
公式サイトまたはtaspoダイヤルでの再発行手続き後、3週間程度で新しいtaspoが送付される。

### 再発行手数料
氏名変更及びカード故障、災害救助法適用地域の居住者へのカード再発行の場合、再発行手数料は原則無料。それ以外の場合は1,000円必要だったが、2023年4月1日にtaspoの運営主体が全国たばこ販売協同組合連合会に移管されて会員規約が変更されたため、taspoカードの紛失・盗難・毀損・性能不良の場合、再発行手数料は無料となった。
また、電子マネー「ピデル」のサービス中は以下の取り扱いだった。
- 電子マネー残高が1,000円以上の場合、電子マネー残高から再発行手数料を差し引いた後、再発行したtaspoに引き継がれた。
- 電子マネー残高が1,000円未満の場合、電子マネー残高はそのまま再発行したtaspoに引き継がれ、再発行後、初回タバコ購入時に成人識別たばこ自動販売機で再発行手数料を支払う。この場合現金しか使えない自動販売機では支払い不可。必ずチャージ可能な自販機で支払う必要があった。

## 導入スケジュール
2008年の導入に先立ち、技術面・運用面での検証のため、以下の様なテストを行って来た。

### 第一次導入検証
2002年4月1日から1年間、千葉県八日市場市（現：匝瑳市）に於いて第一次導入検証を行い、技術面や運用面での基礎的な知見の収集及び利用者の受容性を検証した。

### 第二次導入検証
2004年5月10日から鹿児島県種子島に於いて成人識別自動販売機の導入検証を開始した。1年経過後の2005年時点の検証では「各業務、活動、カード、ハード面、使い勝手、販売店オペレーションでのトラブル、混乱もなく、順調に実験を行う事ができている。」（TIOJ発表）。この検証から得た知見を基に、全国展開に向けた仕様の策定を実施した。

### 本導入開始時期
| エリア           | 対象都道府県 | 申込開始   | 稼動開始  |
| ---------------- | --- | ---------- | --------- |
| パイロットエリア | 宮崎県 鹿児島県 | 2007年12月 | 2008年3月 |
| 第1次エリア      | 北海道 青森県 岩手県 秋田県 宮城県 山形県 福島県 鳥取県 島根県 広島県 岡山県 山口県 香川県 徳島県 愛媛県 高知県 福岡県 佐賀県 長崎県 大分県 熊本県 | 2008年2月  | 2008年5月 |
| 第2次エリア      | 新潟県 長野県 富山県 石川県 福井県 静岡県 愛知県 岐阜県 三重県 滋賀県 京都府 大阪府 奈良県 兵庫県 和歌山県                                         | 2008年2月  | 2008年6月 |
| 第3次エリア      | 茨城県 栃木県 群馬県 山梨県 埼玉県 千葉県 神奈川県（※） 東京都 沖縄県                                                                              | 2008年2月  | 2008年7月 |

※2007年12月に申込開始し、2008年7月に稼働開始した。神奈川県では「神奈川県青少年喫煙飲酒防止条例」の制定に伴い、たばこや酒類の自動販売機に対して年齢確認に必要な措置（成人識別機能の搭載）を義務付けたため（第9条）、第3次エリアの他の地区と比べて申込開始時期を早めていた。

## 識別装置の法制化
2008年1月、財務省は20歳未満の喫煙防止策の一環としてたばこの自動販売機に成人識別装置設置を義務化する案を発表した。翌2月のパブリックコメントを経て、同年7月に「たばこ事業法第24条及び第26条」が改正され、適用された。
2008年7月からの改正適用後は、条件に違反して成人識別装置がない自動販売機で製造たばこの販売をする場合に於いて、条件を遵守する様指導を行う事とし、指導にも係わらず従わない者に対しては、たばこ事業法第31条第2号の規定に基づき製造たばこ小売販売業の許可が取り消される可能性がある。なお、対象は出張販売先も含めて全てのたばこ自動販売機となる。

## 課題

### taspoの貸し借り
taspoは、たばこ自動販売機での20歳未満の購入に対し、概ね有効に機能しているが、カードの貸し借りの問題が存在する。この規制はたばこ自動販売機によってたばこを販売するたばこ小売業者に対しての規制であるため、購入者やtaspo所持者に対しての法律上の規制や罰則などが整備されなかった。そのためtaspo会員規約の第9条で、taspoカードの他者への「貸与、譲渡、担保に供すること」を禁じており、違反した行為が判明した場合は、taspoの利用停止を行うことができるとの規約がされているに留まる。もし、この規約に違反してtaspoを使用して未成年者がたばこを購入し、または販売や供与されたとしても、「二十歳未満ノ者ノ喫煙ノ禁止ニ関スル法律」（明治33年法律第33号）では20歳未満の者が自ら喫煙することを知りながら販売しなければ販売者は処罰されず、供与の場合はこの法律では罰せられない。このため、地方公共団体が青少年保護育成条例などの条例で規制している例はあるが、それぞれ地域により運用は異なっている。
また、taspo対応たばこ自販機のみ備えた小売店・飲食店・ホテルなどで、taspo未所持のたばこ購入希望の成人客に店員や従業員などのtaspoを貸し出していることがあった。福岡県では、taspoを自動販売機に吊り下げていた販売店があった。これらは、taspoの申し込み手続きが煩雑なため、自動販売機でたばこを購入できない客への配慮と見られる。貸す際に身分証明書などの提示を求めなければ年齢詐称に対処できない問題もあるが、JTでは、法律上、taspoを想定した規定がないため「貸す時に成人かどうかがわかるので問題はない」との見解を出している。日本たばこ協会は当初「未成年者喫煙禁止法（現・二十歳未満ノ者ノ喫煙ノ禁止ニ関スル法律）に抵触する恐れがあり、taspoの趣旨にも反する」などの声明を出したが、現在はJT同様、成人かわかれば問題ないという見解に変更し、2009年6月13日に「taspo カードの貸与および不正使用について」と題した報道関係者へのコメントを発表している。
このほかに、厚生労働省研究班が2008年秋に実施した調査で、喫煙する中高生のうち約3割が、taspoを使ってたばこを購入していることが判明しており、また、そのうちの4割近くが、家族からtaspoを借りるなどしていた。2008年6月2日には、taspoを15歳の次男に貸して喫煙を容認したとして、未成年者喫煙禁止法違反の疑いで41歳の母親が書類送検されている。親が自分のtaspoを子に渡し喫煙を黙認し処罰された例はこの他にも確認されている。

### 小売店の対応
たばこ自動販売機で、たばこを購入する者はtaspoを入手する際の申請に手間が掛かる、年齢確認のために個人情報が収集される、たばこ購入時にtaspoを携帯する必要があるなどの理由により、taspo導入後、たばこ自動販売機での売り上げが落ち込む小売店も少なくない一方、コンビニエンスストアなどの小売店の店頭での購入が増加し、売り上げを伸ばす小売店もある。このように一方で売り上げが伸びた事を「タスポ効果」と呼んでおり、たばこ自動販売機ではtaspo導入により売り上げが落ちるという、期待にそぐわない逆効果となっている。しかし、タスポ効果もコンビニにおいて、2009年中盤には一巡している。
こうした中、売上を確保したい一部のコンビニエンスストアやたばこ店、あるいは電子商取引業者などは、20歳未満と思しき者への販売もするなど年齢確認が徹底されておらず、確認方法が店員の主観によるものや、自己申告制であり対面販売であることが抜け穴になっている。taspo導入で売り上げが減った小売店が、20歳未満と知りながら中高生にたばこを販売し、未成年者喫煙禁止法違反容疑で検挙される事件も発生した。そのため、内閣府の「国政モニターの声」に対し、対面販売の場合もtaspoの提示を義務化するよう法整備を求める意見が寄せられている。

### taspo導入の効果
『警察白書』によると、全国の喫煙による補導人数は、taspo導入前の602,763人（平成19年）から364,956人（平成21年）に減少しており、大きな効果が見られる。
当初、種子島でのtaspo以前の「たばこカード」導入検証に於いて、20歳未満のたばこ喫煙補導数が減ったと報道された。しかしその後、たばこカードの貸し借りが行われ、喫煙補導数が増加したとされた。鹿児島県警種子島警察署は「同じ少年が数回補導されたケースもある。たばこカードは予防効果はあるが、常習者はあの手この手で対抗する。全国同じシステムになればさらに効果も出てくるのでは」と話した。
『中國新聞』は、タスポ効果で少年補導が激減したと報道した。taspoが必要になった2008年5月以降、山口県内の喫煙による少年の補導件数が前年比で大幅に減り、補導結果をまとめた山口県警少年課は「少年のたばこ購入のハードルが上がり、喫煙防止に一定の成果が出ている」と歓迎している。

### 自動販売機の改造
販売する小売店側は、たばこメーカーの貸与機を除き、自動販売機1台につき、約13万円程度の成人識別装置・改造費用を負担する必要がある。設置台数などにより、改作・買換え費用の一部は、全協・TIOJが支援を行っていたが、特に売り上げの少ない地方などの経営者には、大きな負担となっていた。

### taspoの情報提供
2009年7月、日本たばこ協会がtaspoの所有者の生年月日・住所・電話番号・発行日・たばこの購入場所・日時などが記録された個人情報を、刑事訴訟法に基づき、警察に提供していたことが判明した。現在は個人情報保護法に基づく場合及び刑事訴訟法等の法律に基づき、司法・行政当局から正式な照会があった場合、該当するtaspoカードに関する個人情報を提供することがある。

### 個人情報の取扱
taspoは不要になった場合には、taspoダイヤルへ電話することで即時退会が可能だが（電子マネーの残高があり返金を希望する場合は、手数料210円を差し引いた上で口座振込もしくは現金書留による返金を行う）、退会後も申込時に提出した個人情報は最低1年間は抹消されない。これは退会後も、1年以内に再発行を希望する場合には、発行手数料1000円を支払うのみでカードの再発行が可能なためだが、2010年現在は退会者が個人情報の即時抹消を希望した場合でも、運営事務局側ではこれを理由に抹消を拒否しており、一部メディアから疑問視されていた。

### taspoに対する批判
嫌煙雑誌『禁煙ジャーナル』は、taspo導入は未成年者喫煙防止に全くやる気がない証拠だと指摘し、本当に未成年者喫煙防止を本気で取り組むなら、たばこ自動販売機を撤廃すべきであると指摘している。文化評論家の加藤秀俊も同様の趣旨を述べている。
「全国のたばこ自動販売機ではtaspoがないとたばこが買えなくなります」というCMなどは、虚偽ないし誇大広告であると、松村テクノロジー社長の松村喜秀が主張していた。taspo以外に運転免許証方式や顔認証方式も存在するためだが、CMなどには「ICカード方式のたばこ自動販売機」などの断り書きが記載されている。現状は2009年7月末現在、日本全国のたばこ自動販売機のうち98.3%がtaspo対応となっている。

## システム
taspoのシステムは、NTTデータ、NECトーキン、NTTドコモ、大日本印刷、トッパン・フォームズ、トランスコスモス、日立製作所、ベルシステム24の8社が構築及び運用を担っている。通信インフラはNTTドコモのFOMAを使用する。また、電子マネーの運営・管理業務は、ジェーシービーが受託する。

## ICカードの仕様
taspoは、非接触型ICカードであるMIFARE（マイフェア、国際規格であるISO/IEC 14443 Type A）を採用している。Type Aは、ヨーロッパやアジアで広く普及している。日本では、かつてICテレホンカードとして使われていたが、それ以来の大規模導入となる。SuicaやEdyなどが採用し、日本で広く普及している非接触ICカード通信規格「FeliCa」とは規格が異なる。なお、読み取り装置はコンピュータソフトウェアの更新により、Type A以外の規格にも対応可能である。

## 電子マネー機能
taspoには、たばこ購入時の利便性を高めるため、プリペイド方式の電子マネー「ピデル (Pidel) 」が搭載されていた。
ピデルにチャージ（入金）するには、taspo対応成人識別たばこ自動販売機で行う。チャージは1,000円単位（紙幣のみ。千円紙幣でたばこを購入した場合に限り、釣り銭をチャージする事は可能）、上限は20,000円。電子マネーの残高が不足した場合のみ、現金との併用が可能である（電子マネーを使用せずに現金での購入も可能）。
但し、自動販売機の機種、通信環境、たばこ販売店の意向により電子マネー機能が使用できない自動販売機も存在する。そのため、ピデルに対応していない自動販売機には「現金のみ利用できます」ステッカーを、ピデルに対応する自動販売機の前面には、ピデルのステッカーが貼付されている。
残高照会は、ピデルに対応する自動販売機のカード読取部にtaspoをタッチする事により可能であった。また、taspo公式サイトでも事前にID・パスワード登録をする事で、残高照会及び利用履歴（過去3ヶ月まで）の確認を行う事ができた。
なお、ピデルの残高はピデルマークがある成人識別たばこ自動販売機での最終利用日から5ヵ年経過後に失効するので、長期間日本国外に滞在する場合や、taspoを長期間使用しなかった場合は注意が必要であった。
しかし、利用者の伸び悩みにより、2014年（平成26年）3月31日をもって、電子マネーへのチャージができなくなり、2015年（平成27年）2月25日限りでサービス終了した。

## 障害発生時
taspo利用時に何らかの理由でカードが使用できない場合、カード読み取り部が赤く点灯したり、音声ガイダンスが流れるので注意が必要である。以下に具体例を挙げる。
利用停止状態のカード、又は動作不良状態のカード
「このtaspoはご利用になれません」や「もう一度taspoをタッチしてください」という音声ガイダンスが流れ、カード読み取り部が赤く点灯する。
→taspoカード裏面に記載されている「taspoダイヤル」に連絡する必要がある。
電子マネーの取り扱いが停止されたカード
「ただいま電子マネーのお取り扱いはできません」という音声ガイダンスが流れ、カード読み取り部が赤く点灯する。
→taspoカード裏面に記載されている「taspoダイヤル」に連絡する必要がある。
購入中に通信異常が発生した場合（電子マネー利用時）
「通信異常が発生しました」という音声ガイダンスが流れ、カード読み取り部が赤く点灯する。
→電子マネー中止ランプ及びチャージ中止ランプが点灯するので電子マネーは利用できないが、現金による購入は可能。
電子マネー中止ランプが点灯している場合
カードをタッチすると「現在電子マネーのお取り扱いはできません」という音声ガイダンスが流れる。
→電子マネーは利用できないが、現金による購入は可能。
チャージ中止ランプが点灯している場合
チャージボタンを押すと「現在チャージのお取り扱いはできません」という音声ガイダンスが流れる。
→チャージは出来ないが、電子マネー及び現金による購入は可能。
taspoの成人識別は、自動販売機内に記録されている「盗難・紛失カード及び利用が停止されたカード」の情報（ネガ情報）と照合する事により行われている（電子マネー使用時。若しくは1日1回と思われる）。そのため、通信網の不調やセンタートラブルが生じていても、自動販売機の成人識別機能は損なわれない。
逆に、電子マネー機能は使用時に必ずセンターと通信を行っているため、通信網の不調やセンタートラブルが生じた場合は利用できなくなる。

## その他の識別方式
財務省は、2008年7月以降、たばこ小売販売業の許可に「自動販売機により製造たばこを販売する場合には、年齢識別装置（たばこを購入する者が二十歳以上の者であることを確認する機能を有する装置をいう。）を装備した自動販売機により、当該装置を常時作動させた上で販売すること。」との条件を付しており、「年齢識別装置を装備した自動販売機」として、taspo（ICカード方式）の他に、運転免許証方式、運転免許証・マイナンバーカード方式、顔認証方式を認定している。なお、運転免許証方式を認定した際、マスメディアで一部誤解される報道が行われたため混乱を招いた。taspo対応の自動販売機では運転免許証によるたばこの購入はできない。
2021年4月の定価等部会にて、運転免許証・マイナンバーカード方式も年齢識別装置として判定を受けている。

### 運転免許証方式
運転免許証方式は、松村エンジニアリングが開発、販売しているもので、運転免許証の生年月日項目を読み取って、購入者の満年齢を判定する成人識別装置である。酒や成人向け雑誌などの自動販売機にも設置されており、2008年7月10日現在、この識別装置を取り付けた「たばこ自動販売機」が全国で300 - 400台以上稼働しており、7月末に累計出荷台数が650台に達する予定とされている。
この運転免許証方式は、赤外線・可視光線・紫外線センサの併用して運転免許証を真贋鑑別しており、生年月日の上に別の紙を張り付けて、その上から書き込んで偽造しても、偽物と見破ることができる。さらに、パンチで穴の開いた有効期限切れの免許証は使えないようになっている。年齢識別の際は、自動販売機の外に露出している識別装置に運転免許証やマイナンバーカードを挿入するが、カード全体を取り込まず、万が一詰まった場合も手で引き抜くことが可能であるため、カードが自動販売機の内部に飲み込まれたまま、取り出せないというトラブルも全く無い。taspoとの最大の違いとして、識別時に個人情報の記録・保存を行わない点である。
なお、松村エンジニアリングはたばこ自動販売機を製造していないため、この識別装置を搭載したたばこ自動販売機は、全て他社の自動販売機を改造したタイプであり、自動販売機メーカーによる動作保証の対象外である。

### 顔認証方式

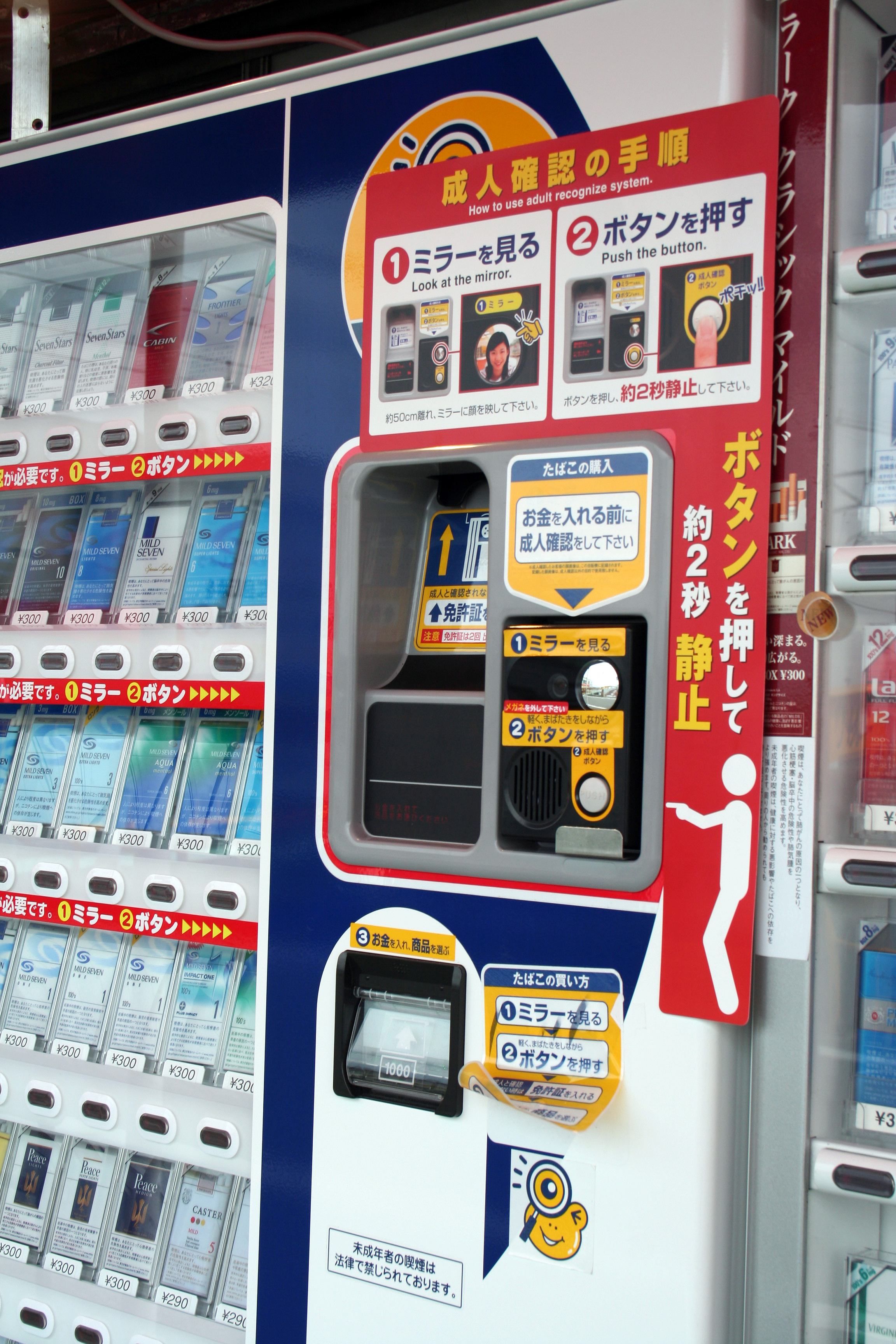
顔認証システムを搭載したたばこ自動販売機

2007年より生体認証の一種である顔認証方式を搭載したたばこ自動販売機が、唯一、自動販売機メーカーのフジタカによって開発・販売されており、この方式のたばこ自動販売機は、2008年6月末現在、全国で累計5千台設置されている。
但し、顔写真や紙幣に描かれた人物画でも認証されるという問題点が発覚したため、財務省は顔写真を受け付けない顔認証ソフト（Ver3.01J：2009年1月開発）を搭載している事を条件に、成人識別装置として認定している。
顔認証方式は、デジタルカメラで撮影した画像を解析して、骨格や目や口の配置等から未成年者か否かを識別し、識別出来なかった場合は、運転免許証の生年月日を読み取って判別する2段階方式を採用している。また、識別したデータは暗号化されて自動販売機に保存され、次回以降は保存データと照合する。なお、保存データは他の自動販売機と共有化していないため、別の顔認証対応自動販売機で購入する際は、同一手順を踏む必要がある。
2009年には、顔認証方式のたばこ自動販売機で、小学生の男児が成人と誤認証され、たばこを購入した事例も判明している。財務省や自販機メーカーなどは、これまで聞いたことが無い事例として戸惑っている。上記の問題が発覚以降、フジタカは顔認証機能搭載たばこ自販機の販売を自粛していた。
その後、顔認証方式を搭載したたばこ自動販売機は、株式会社竹田商事が取り扱いを行っていたが、同社の清算に伴い「年齢識別装置を装備したたばこ自動販売機」から取り下げられ、2015年12月22日までに設置された自動販売機のみ「年齢識別装置を装備したたばこ自動販売機」に該当するものとして取り扱われている。